# Thinorycter chorasmius
Thinorycter chorasmius är en skalbaggsart som beskrevs av Semenov och Medvedev 1929. Thinorycter chorasmius ingår i släktet Thinorycter och familjen Aphodiidae. Inga underarter finns listade i Catalogue of Life.